# چنگاز
چنگاز، روستایی از توابع بخش مرکزی شهرستان آمل در استان مازندران ایران است .

## جمعیت
این روستا در دهستان پایین‌خیابان لیتکوه قرار داشته و براساس آخرین سرشماری مرکز آمار ایران که در سال ۱۳۸۵ صورت گرفته، جمعیت آن ۵۴۹ نفر (۱۴۲ خانوار) بوده‌است.